# Shawnee National Forest

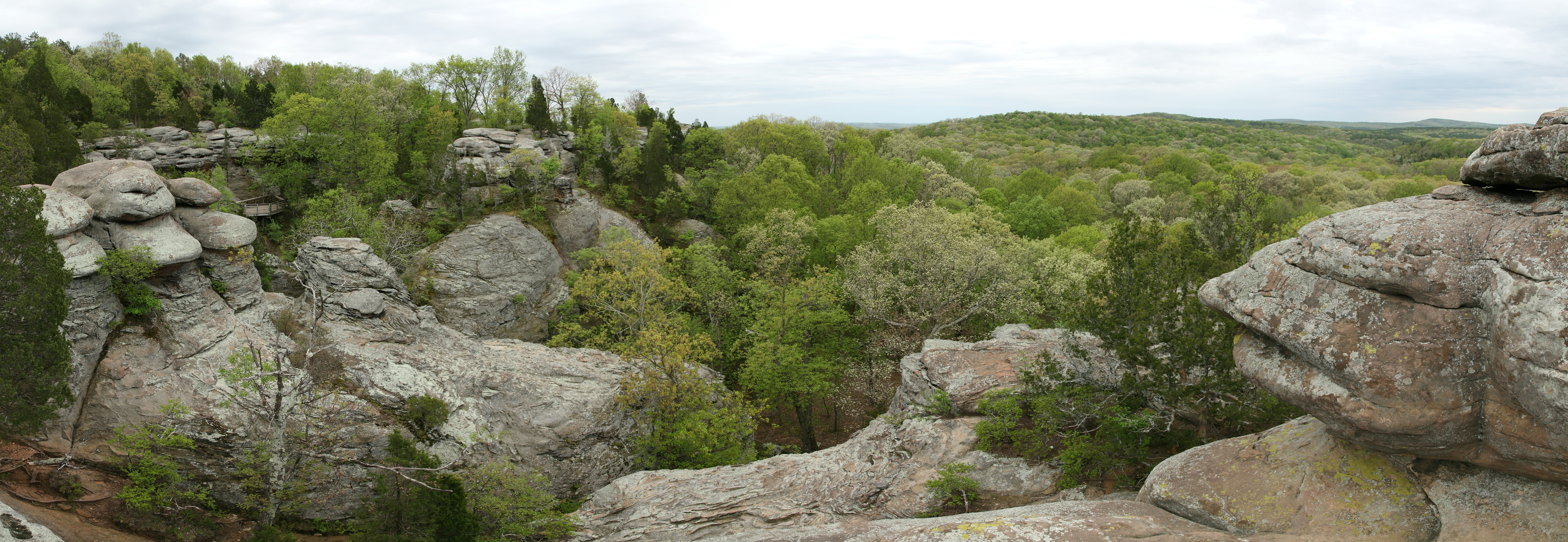
Shawnee National Forest

Shawnee National Forest (Las narodowy Shawnee) to obszar chroniony w południowej części amerykańskiego stanu Illinois. Został ustanowiony w sierpniu 1933 roku i zajmuje powierzchnię 1 074,91 km².
Las zarządzany jest przez Służbę Leśną Stanów Zjednoczonych.